# Zhang Honglin
Zhang Honglin (chinesisch 張 鴻林 / 张 鸿林, Pinyin Zhāng Hónglín; * 12. Januar 1994) ist ein chinesischer Hürdenläufer, der sich auf die 110-Meter-Distanz spezialisiert hat.
Beim Vorlauf der Leichtathletik-Weltmeisterschaften 2015 in Peking erreichte er nicht das Ziel.

## Persönliche Bestzeiten
- 60 m Hürden (Halle): 7,78 s, 2. März 2015, Shanghai
- 110 m Hürden: 13,53 s, 15. Juli 2015, Shanghai